# Brunel International
Brunel International N.V. is een van oorsprong Nederlandse arbeidsbemiddelaar voor hoger opgeleid personeel. Brunel is opgericht in 1975 en werd van 29 september 2000 tot maart 2018 geleid door Jan Arie van Barneveld. Van Barneveld werd na 17 jaar opgevolgd door Jilko Andringa, afkomstig van Manpower en sinds 1 oktober 2024 door Peter de Laat. De aandelen van het bedrijf zijn sinds 1997 genoteerd aan de Amsterdamse effectenbeurs en vanaf 2015 is het onderdeel van de Amsterdam Small Cap Index .

## Activiteiten
Brunel International N.V., is een zakelijke dienstverlener gespecialiseerd in projectmanagement, detachering en consultancy in de vakgebieden engineering, finance, ICT, legal, marketing & communicatie en healthcare en alle disciplines in de olie- en gasindustrie. Het bedrijf heeft een internationaal netwerk in 44 landen.

### Omzet- en winstgeschiedenis
| Jaar | Omzet       | Nettoresultaat |
| Jaar | (× miljoen) | (× miljoen)    |
| ---- | ----------- | -------------- |
| 2001 | € 210,5     | € 3,8          |
| 2002 | € 204,7     | € −4,4         |
| 2003 | € 245,7     | € 2,2          |
| 2004 | € 312,7     | € 7,4          |
| 2005 | € 390,8     | € 15,9         |
| 2006 | € 499,1     | € 26,3         |
| 2007 | € 579,9     | € 36,1         |
| 2008 | € 714,2     | € 44,8         |
| 2009 | € 738,4     | € 31,1         |
| 2010 | € 720,9     | € 25,2         |
| 2011 | € 972,4     | € 39,4         |
| 2012 | € 1238      | € 44,1         |
| 2013 | € 1280      | € 49,5         |
| 2014 | € 1387      | € 48,4         |
| 2015 | € 1229      | € 37,1         |
| 2016 | € 885       | € 10,1         |
| 2017 | € 790       | € 7,6          |
| 2018 | € 915       | € 21,5         |
| 2019 | € 1041      | € 3,8          |
| 2020 | € 893       | € 17,5         |
| 2021 | € 890       | € 33,0         |
| 2022 | € 1182      | € 30,8         |
| 2023 | € 1331      | € 32,2         |

## Geschiedenis
De oorsprong van het bedrijf werd in 1975 gelegd, toen de voormalige directeur Jan Brand "Multec" oprichtte. Het bedrijf legde zich toe op het detacheren van ingenieurs. In 1988 werden de activiteiten uitgebreid met het detacheren van non-engineering specialisten. In 1990 werd de eerste buitenlandse activiteit opgestart met de opening van een vestiging in België. Later kwamen daar het Verenigd Koninkrijk en de Verenigde Staten bij, alsmede vestigingen in Azië.
In 1995 werd Brunel Energy opgericht met grote olie- en gasbedrijven en multinationals als klant.
Het bedrijf is vernoemd naar de Brunel plant en tevens naar de Britse ingenieur: Isambard Kingdom Brunel (1806-1859). Daarnaast vormt de naam ook een afkorting van "Brand uit Nederland". De jaren die daarop volgen blijven zich kenmerken door groei en uitbreiding, ook internationaal; in 1996 heeft Brunel kantoren in Nederland, België, Duitsland, Azië, Canada en Australië en in inmiddels is dit uitgebreid naar een netwerk van 107 vestigingen wereldwijd.
Eind 2021 kocht Brunel een meerderheidsbelang in Taylor Hopkinson. Dit bedrijf in in 2009 opgericht door Tom Hopkinson en richt zich op detachering van mensen bij hernieuwbare energiebedrijven. Taylor Hopkinson heeft zeven vestigingen en het hoofdkantoor staat in Glasgow. Taylor Hopkinson behaald een omzet van zo'n € 50 miljoen op jaarbasis en is snel gegroeid. Brunel kocht 72% van de aandelen met een optie om de rest te kopen binnen drie jaar.
In het derde kwartaal 2022 werd 51% van de aandelen in International Commissioning & Engineering Pte Ltd (ICE) gekocht. Dit bedrijf is gevestigd in Singapore. ICE begon de activiteiten in 2007 en is gericht op grote energie- en infrastructuurprojecten.